# テルメーノ・スッラ・ストラーダ・デル・ヴィーノ
テルメーノ・スッラ・ストラーダ・デル・ヴィーノ（イタリア語: Termeno sulla strada del vino ; ドイツ語: Tramin an der Weinstraße トラミーン・アン・デア・ヴァインシュトラーセ）は、イタリア共和国トレンティーノ＝アルト・アディジェ州ボルツァーノ自治県にある、人口約3,400人の基礎自治体（コムーネ）。

## 地理

### 位置・広がり
ボルツァーノ自治県南部に位置するコムーネ。県都ボルツァーノから南南西へ20km、州都トレントから北北東へ31kmの距離にある。

#### 隣接コムーネ
隣接するコムーネは以下の通り。括弧内のTNはトレント自治県所属を示す。
- アンブラール＝ドン (アンブラール) (TN)
- カルダーロ・スッラ・ストラーダ・デル・ヴィーノ
- コルタッチャ・スッラ・ストラーダ・デル・ヴィーノ
- エーニャ
- モンターニャ・スッラ・ストラーダ・デル・ヴィーノ
- オーラ
- プレダイア (コーレド) (TN)
- スフルツ (TN)
- ヴァーデナ

## 住民

### 言語
| 言語集団調査（2011年） | 言語集団調査（2011年） | 言語集団調査（2011年） | 言語集団調査（2011年） | 言語集団調査（2011年） |
| ---------------------- | ---------------------- | ---------------------- | ---------------------- | ---------------------- |
|                        |                        |                        |                        |                        |
| ドイツ語               | ドイツ語               |                        | 96.37%                 | 96.37%                 |
| イタリア語             | イタリア語             |                        | 3.44%                  | 3.44%                  |
| ラディン語             | ラディン語             |                        | 0.20%                  | 0.20%                  |

2011年に行われた、住民がドイツ語・イタリア語・ラディン語のいずれの「言語集団」に属するかの調査によれば（ボルツァーノ自治県#言語集団調査参照）、住民の約97%がドイツ語話者である。

## 姉妹都市
- レーダーマルク、ドイツ 1978年
- Mindelheim、ドイツ 1994年
- Schwaz、オーストリア 1998年
- ヴェルバーニア、イタリア 1986年[7]